# Señora de Urtubia
La Señora de Urtubia, Aimée de Urtubia, fue una espía labortana que realizó trabajos de espionaje  en favor la monarquía hispánica, al menos entre 1597 y 1598.
Se conocen 19 cartas de la Señora de Urtubia escritas en euskera en las cuales se da noticia de los acontecimientos ocurridos en Francia y en la Navarra continental en el contexto de las Guerras de Religión de la segunda mitad del siglo XVI. Desde 1589 Enrique III de Navarra era también rey de Francia y estuvo alternado entre la fe católica y la protestante a lo largo de su vida.
Aimée de Urtubia nació, según algunos autores, en el seno de  una familia noble católica de Lapurdi, y que se casó en 1574 con el Señor de Urtubia, Juan de Altzate.
En el archivo de Simancas se guardan 19 cartas enviadas por la Sra. de Urtubia al alcalde de Fuenterrabía y Capitán General de Guipúzcoa, Juan Velázquez de Velasco, en las que entrega en euskera las noticias sobre el desarrollo de la guerra. Velázquez de Velasco enviaba las cartas al Secretario General para el Norte, Martín Idiaquez, añadiendo alguna nota en castellano.
Según Floristán Imizcoz, la primera de las cartas de Urtubia que se conocen es de mayo de 1597 y la última de marzo de 1598.

Texto de la primera de las cartas:
"Jauna: eztout faltatou nai izan zure senoriary / parte emaitere nere osasounas eta etoraras. Zure / senoriaren carta emen batou zaita contentou asco / eman baitit, ascotant el dadila nire merchede egitera. / Parte ounetaco berriric nic gastiga al dezaquedana da / erege jauna Amiansen setio dagoela eta jente / asco digoala socorrira, Paris eta Arouan tradizioz / arzer ditouela esagac, baina goustiac descoubritou / direla eta gente asco presounero dagoela eta / joustizia egiten douela chait andiro. Inglesas den / bezenbatean emengo asmouac dire armada partitou / zela. Parte ounetaco ounzi bat oran etorri da eta / esan didate estela deus memorioric Londresen esan den / armada orresas. Ni izandou naizen parte artan / esta deus propositoric asegin darzunecoric, baizen / Agramonteco jaunaren lotinenta Mousieur de / Sansac egoun gousties ouste doue cortetic. Berry / segouroric ordouan jaquingo dougou eta estout / faltatouco zure senoriary parte emaitera eta / arte ounetan agin biezat zertan zerby al dezaquedan."